# Domrémy-la-Pucelle
Domrémy-la-Pucelle je obec ve Francii na severozápadním okraji departementu Vosges a v regionu Grand Est. Původně nesla jméno Domrémy, které se změnilo na Domrémy-la-Pucelle na počest zdejší rodačky Jany z Arku, přezdívané la Pucelle d'Orléans ("Panna Orleánská").

## Geografie
Domrémy se nachází v údolí horního toku řeky Mázy, severně od vesnice Coussey. Součástí katastru obce je malý zalesněný kopec západně od obecní zástavby, nazývaný Domrémský les a dosahující nadmořské výšky 407 metrů. V jeho blízkosti se nachází osada Les Roises.

## Historie
Od roku 1429 byla obec na žádost Jany z Arku osvobozena následníkem trůnu Karlem VII. Francouzským od povinnosti placení daní. Podle Jany totiž daně místní obyvatele příliš zatěžovaly a Karel tím chtěl také vyjádřit Janě svůj vděk za to, že vedla jeho vojska do boje proti Anglii ve stoleté válce. Obec musela znovu začít platit daně po Velké francouzské revoluci.

## Galerie

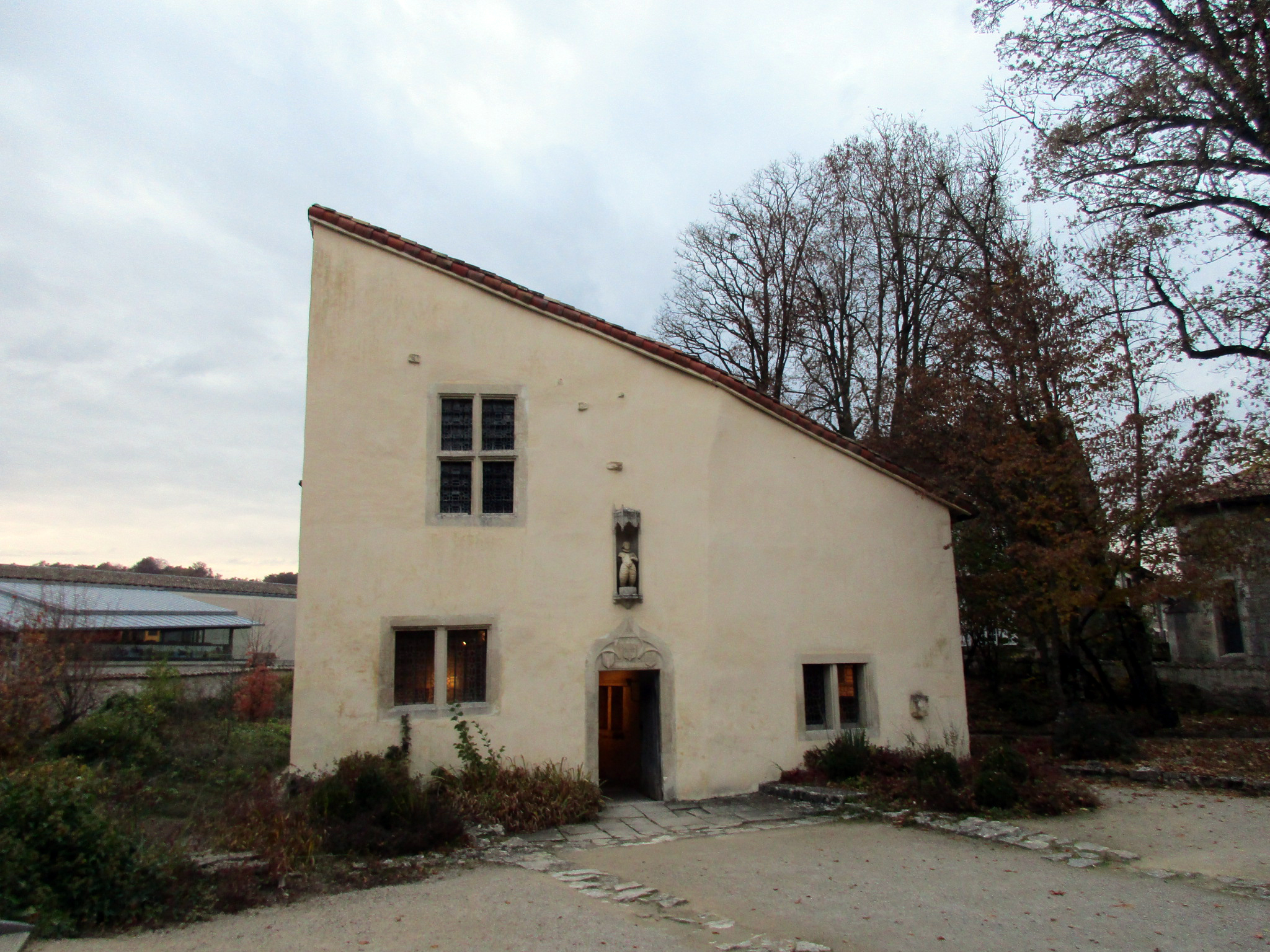
Rodný dům Jany z Arku
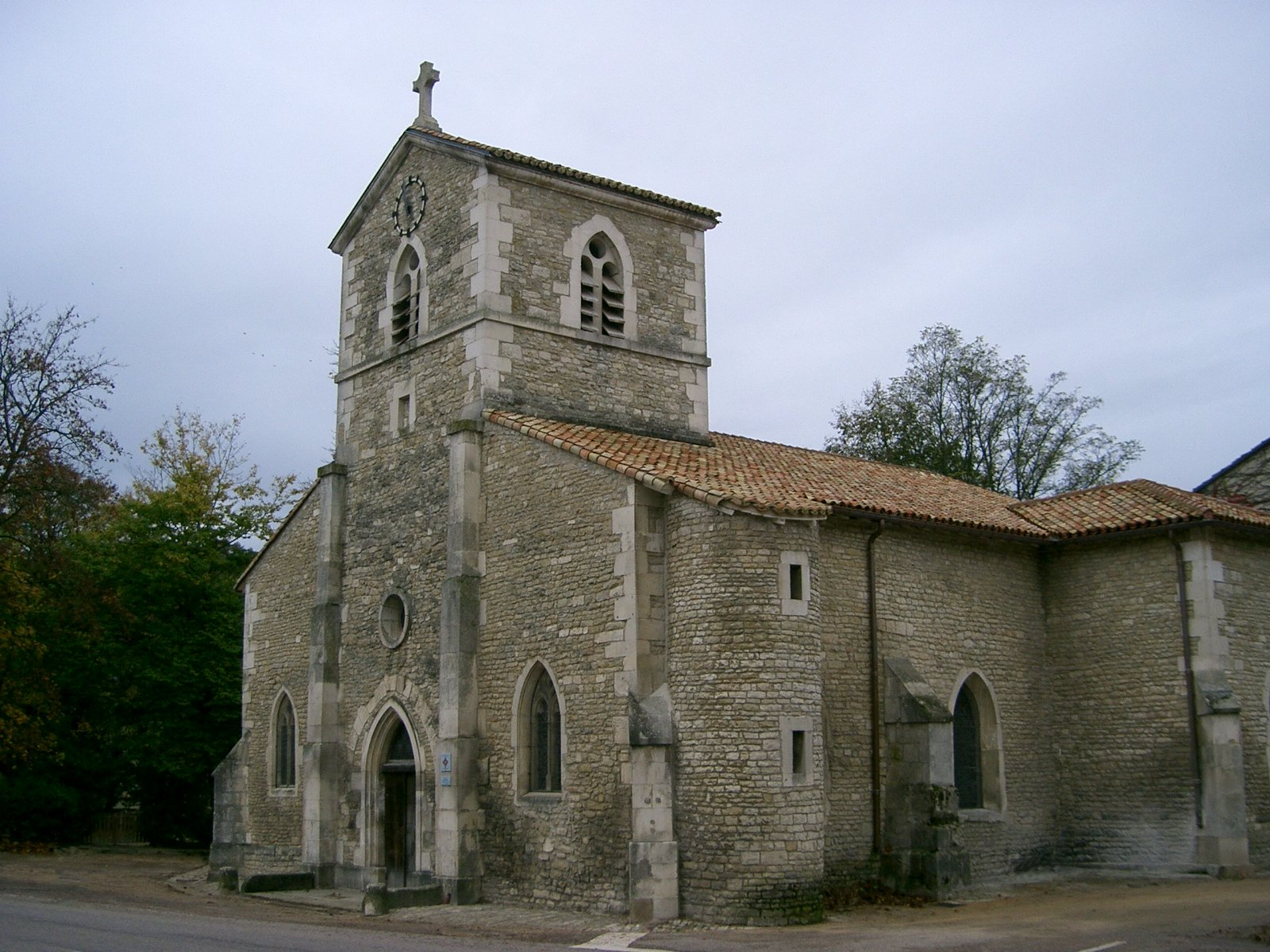
Kostel sv. Remigia v Domrémy-la-Pucelle
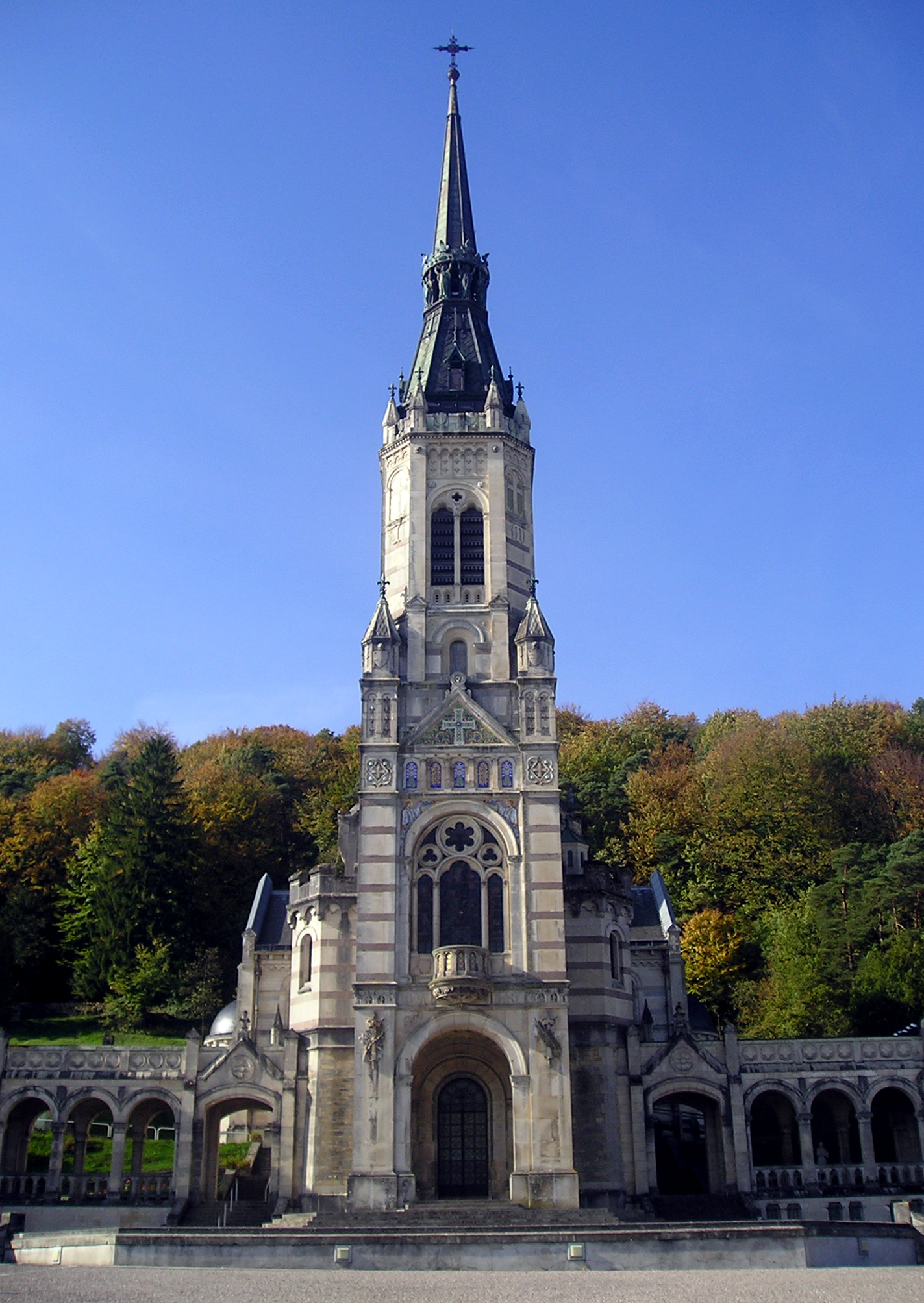
Bazilika Jany z Arku nad Domrémy
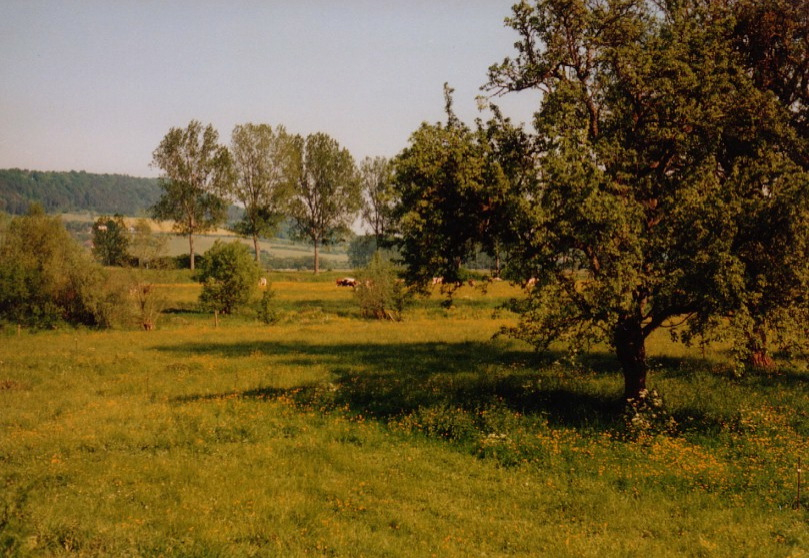
Krajina v okolí obce

## Vývoj počtu obyvatel
Počet obyvatel